# The Christmas Collection
| Recensione | Giudizio |
| ---------- | -------- |
| AllMusic   |          |

The Christmas Collection è un album del gruppo musicale inglese Il Divo, pubblicato nel 2005.
L'album ha raggiunto la prima posizione in Canada, la seconda in Portogallo, la terza in Slovenia e la quarta in Olanda e Svezia.

## Tracce
1. Oh Holy Night – 4:01 (Traditional)
2. White Christmas (brano musicale) – 3:51
3. Ave Maria – 4:53
4. When a Child Is Born – 3:00
5. Adeste fideles (O Come All Ye Faithful) – 3:48 (tradizionale)
6. Over the Rainbow – 4:04 (Harold Arlen, E.Y. "Yip" Harburg)
7. Panis angelicus – 3:46
8. Rejoice – 3:10
9. Silent Night – 3:34
10. The Lord's Prayer – 2:52 (Albert Hay Malotte)

## Formazione
- Sébastien Izambard - tenore
- David Miller -  tenore
- Urs Bühler - tenore
- Carlos Marín - baritono